# Bahrains herrlandslag i ishockey
Bahrains herrlandslag i ishockey representerar Bahrain i ishockey på herrsidan.

## Historik
Bahrain spelade sin första match den 8 januari 2010 då man föll med 3-10 mot Kuwait i Kuwait City. Laget deltog även i Asiatiska vinterspelen. I de två första matcherna besegrades man av Malaysia med 0–25 och Thailand med 0–29. Bahrain slutade sist i turneringen, och förlorade alla matcher.

### Fotnoter
1. ↑  ”Bahrain All Time Results” (pdf). National Teams of Ice Hockey. https://nationalteamsoficehockey.com/wp-content/uploads/2019/05/Bahrain-Men-Official-Results.pdf. Läst 31 januari 2011.